# Рэндалл, Мег
Мег Рэндалл (англ. Meg Randall), имя при рождении Дженевив Робертс (англ. Genevieve Roberts; 1 августа 1926 года — 20 июля 2018 года) — американская актриса кино, радио и телевидения 1940—1950-х годов. До середины 1948 года выступала под именем Джин Робертс (англ.  Gene Roberts).
Рэндалл известна благодаря ролям в комедии «Жизнь семейства Райли» (1949), а также четырём фильмам из комедийной киносерии о Ма и Па Кеттлах 1949—1951 годов. К её наиболее значимым работам относятся также роли в фильмах нуар «Крест-накрест» (1949), «Брошенная» (1949) и «Без предупреждения!» (1952).

## Ранние годы жизни и начало актёрской карьеры
Мег Рэндалл, имя при рождении Дженевив Робертс, родилась 1 августа 1926 года в Клинтоне, Оклахома, в семье валлийского происхождения. Её отец был автомехаником и строительным рабочим, а мать — учительницей. Мег была третьей из пяти детей в семье. Её старший брат Хуарес Робертс во время Второй мировой войны был парашютистом, затем окончил Университет Оклахомы, после чего в 1950-е годы работал сценаристом на телевидении.
Мег училась в средней школе в Шони (Оклахома), а в 1941 году переехала вместе с семьёй в Маскоги, где в 1943 году в 17-летнем возрасте окончила школу. Затем она поступила в школу драмы Университета Оклахомы, где отучилась один год.

## Карьера в кинематографе
В середине 1940-х годов Рэндалл перебралась в Лос-Анджелес, намереваясь стать актрисой под именем Джин Робертс. Агент организовал для Рэндалл собеседование с Мэри Пикфорд, которая была соосновательницей кинокомпании United Artists, а также на студии Paramount Pictures. Несмотря на скромный актёрский опыт Рэндалл, Пикфорд предложила ей постоянный контракт на United Artists, однако Paramount сделал более выгодное предложение, которое Рэндалл была готова принять
В этот момент подруга её матери познакомила Рэндалл со звездой немого кино Руби Де Ремер. Руби обратила на Рэндалл внимание режиссёра Кларенса Брауна, который в начале 1945 года на студии Metro-Goldwyn-Mayer вёл подготовку к съёмкам фильма «Оленёнок» и искал актрису на главную женскую роль молодой матери. Браун с интересом отнёсся к кандидатуре Рэндалл, и Руби уговорила его встретиться с начинающей актрисой. После этого Браун устраивал Рэндалл пробы на роль ещё три раза. Но всё-таки слишком молодая внешность Рэндалл не позволила утвердить её на роль, где её мужа должен был играть более зрелый Грегори Пек, и роль досталась 28-летней Джейн Уаймен, которую взяли в аренду у студии Warner Brothers. Фильм «Оленёнок», который вышел в 1947 году, получил несколько «Оскаров», в том числе Уаймен была удостоена номинации за лучшую женскую роль.
Тем не менее, в итоге Рэндалл подписала долгосрочный контракт с MGM, где стала работать под именем Джин Робертс. Она провела на студии два года, однако, как выяснилось, в то время на студии практически не было ролей для женщин её возраста. Лишь в октябре 1946 года, более чем через год после подписания контракта, она получила небольшую роль второго плана в детективной комедии «Мэйзи под прикрытием» (1947). Это был последний фильм из серии про Мэйзи, роль которой исполняла Энн Сотерн, и он вышел на экраны в мае 1947 года. После завершения фильма в начале 1947 года, когда MGM не проявил к Рэндалл никакого серьёзного интереса, она попросила расторгнуть контракт и получила от студии согласие.
Вскоре Рэндалл появилась в низкобюджетной фэнтези-комедии кинокомпании Comet Productions «Аист кусает человека» (1947), где была партнёршей Джеки Купера, который возобновил свою кинокарьеру после возвращения с войны. Рэндалл сыграла роль беременной жены управляющего многоквартирным домом (Купер), босс которого не выносит грудных детей, однако выходить из связанных с этим сложных ситуаций молодой паре помогает невидимый аист.
Затем под именем Джин Робертс она подписала контракт с 20th Century Fox, но оставшись на студии незамеченной, год спустя вышла из контракта. В середине июня 1948 года Рэндалл подписала трёхлетний контракт с Universal-International, и уже два дня спустя её взяли на небольшую роль в классическом фильме нуар «Крест-накрест» (1949) с Бёртом Ланкастером, Ивонн де Карло и Дэном Дьюриа. На студии Universal-International Рэндалл обязали немедленно выбрать себе новое экранное имя, так как перед началом работы над картиной она проходила по документам просто как «Мисс Х»
. Сначала она взяла себе имя Мег Макклюр, однако в этот момент другая молодая актриса взяла себе имя М’лисс Макклюр, и Рэндалл пришлось срочно искать другой вариант. До окончания работы над фильмом она уже выбрала себе новое имя — Мэг Рэндалл.
В том же году последовала роль в основанной на популярном радиосериале комедии «Жизни семейства Райли» (1949) о жизни простой американской рабочей семьи, которая постоянно страдает от финансовых проблем. Рэндалл сыграла роль Бэбс Райли, дочери главного героя, серьёзной студентки колледжа, у которой начинается роман с племянником их домовладелицы Джеффом, и одновременно в неё влюбляется сын директора фабрики, где работает её отец. Ради семьи Бэбс сначала соглашается выйти замуж за сына директора фабрики, однако в финале возвращается к Джеффу.
Она также получила одну из главных ролей в трёх первых комедиях про пару бедных сельских жителей из штата Вашингтон Ма и Па Кеттлов, которые неожиданно для себя выигрывают в конкурсе образцовый дом будущего — «Ма и Па Кеттлы» (1949), «Ма и Па Кеттлы едут в город» (1950) и «Ма и Па Кеттлы снова на ферме» (1951). В этих фильмах Рэндалл была репортёром популярного журнала из Сиэтла, которая знакомится со старшим сыном Кеттлов и позднее выходит за него замуж. Она с любовью относится к родителям мужа и быстро становится членом семьи.
Рэндалл также сыграла в трёх независимых фильмах нуар — «Брошенная» (1949), «Без предупреждения!» (1952) и «Цепь улик» (1957). В 1949 году в фильме нуар «Брошенная» (1949) о похищении новорождённых детей у обездоленных матерей Рэндалл сыграла важную роль беременной молодой женщины, которая соглашается выступить в качестве наживки, чтобы разоблачить банду похитителей. Кинокритик А. Вейлер из «Нью-Йорк Таймс» среди прочих удачных актёрских работ в фильме отметил и «Мег Рэндалл в качестве беременной женщины, которая помогает раскрыть банду». В независимом фильме нуар «Без предупреждения!» (1952) Рэндалл сыграла Джейн, привлекательную белокурую дочь владельца магазина по торговле саженцами, на которую обращает внимание маньяк, убивающий блондинок, живущих раздельно со своими мужьями. В финале картины, когда Джейн привозит саженцы к маньяку домой, он собирается с ней расправиться, однако в последний момент полицейские успевают застрелить его.
В 1957 году Рэндалл сыграла второстепенные роли владелицы придорожного кафе в фильме нуар «Цепь улик» (1957), а также артистки салуна — в вестерне «Последний из негодяев» (1957), который стал её последним фильмом.

## Карьера на телевидении
Начиная с 1952 года, Рэндалл сыграла роль гостевой звезды в таких телесериалах, как «Театр у камина» (1952), «Мистер и миссис Норт» (1954), «Порт» (1954) «У меня было три жизни» (1955), «Дорожный патруль» (1955), «Конфликт» (1957) и «Сёрфсайд 6» (1961).

## Актёрское амплуа и оценка творчества
По словам историка кино Алана Фрэнка, Мег Рэндалл была «белокурой американской актрисой, отдалённо напоминавшей Мэри Виндзор и Лизабет Скотт, которая начинала с ролей инженю, позднее перейдя на крутые роли».
В 1946—1947 годах у неё был контракт с кинокомпанией Metro-Goldwyn-Mayer, в 1947—1948 годах — с 20th Century Fox, а в 1948—1951 годах — с Universal Pictures. На студии Universal она играла роли инженю в нескольких неплохих фильмах категории В, включая классический фильм нуар «Крест-накрест» (1949) с Бёртом Ланкастером в главной роли, а также в трёх комедиях про Ма и Па Кеттлов.

## Личная жизнь
Перед подписанием контракта с Universal-International, Рэндалл вышла замуж за студийного музыканта Роберта Торпа.

## Смерть
Мег Рэндалл умерла 20 июля 2018 года в США после продолжительной болезни.
В связи со смертью Рэндалл её дочь Кристин Пант опубликовала следующее сообщение: «Извините за плохие новости, но в пятницу вечером умерла Джин Робертс, она же Мег Рэндалл. Я хотела бы многое о ней сказать, но пока я ещё к этому не готова. Я хотела бы упомянуть некоторых людей, которые для неё так много значили, но понимаю, что кого-нибудь забуду, и потому решила воздержаться. В течение многих месяцев Джин была больна и едва могла говорить… Большое спасибо всем, кто радовал её и украшал её жизнь».

## Фильмография
| Год  |     | Русское название              | Оригинальное название             | Роль                                              |
| ---- | --- | ----------------------------- | --------------------------------- | ------------------------------------------------- |
| 1947 | ф   | Мэйзи под прикрытием          | Undercover Maisie                 | Виола Тренгэм (в титрах указана как Джин Робертс) |
| 1947 | ф   | Аист кусает человека          | Stork Bites Man                   | Пег Браун (в титрах указана как Джин Робертс)     |
| 1949 | ф   | Крест-накрест                 | Criss Cross                       | Хелен                                             |
| 1949 | ф   | Ма и Па Кеттлы                | Ma and Pa Kettle                  | Ким Паркер                                        |
| 1949 | ф   | Жизнь семейства Райли         | The Life of Riley                 | Барбара «Бэбс» Райли                              |
| 1949 | ф   | Брошенная                     | Abandoned                         | Дотти Дженсен                                     |
| 1950 | ф   | Ма и Па Кеттлы едут у город   | Ma and Pa Kettle Go to Town       | Ким Паркер Кеттл                                  |
| 1951 | ф   | Ма и Па Кеттлы снова на ферме | Ma and Pa Kettle Back on the Farm | Ким Паркер Кеттл                                  |
| 1952 | ф   | Без предупреждения!           | Without Warning!                  | Джейн Сондерс                                     |
| 1952 | с   | Театр у камина                | Fireside Theatre                  |                                                   |
| 1953 | кор | Америка для меня              | America for Me                    | подруга учителя                                   |
| 1954 | с   | Мистер и миссис Норт          | Mr. & Mrs. North                  | Дорис                                             |
| 1954 | с   | Порт                          | Waterfront                        | Клэр Коллинз                                      |
| 1955 | с   | У меня было три жизни         | I Led 3 Lives                     | Лотти Карп                                        |
| 1955 | с   | Дорожный патруль              | Highway Patrol                    | Грейс Брэдшоу                                     |
| 1957 | ф   | Цепь улик                     | Chain of Evidence                 | Полли Гюнтер                                      |
| 1957 | ф   | Последний из негодяев         | Last of the Badmen                | Лайла                                             |
| 1957 | с   | Конфликт                      | Conflict                          |                                                   |
| 1961 | с   | Сёрфсайд 6                    | Surfside 6                        | Мег Лич                                           |